# Chaerophyllum byzantinum
Chaerophyllum byzantinum är en flockblommig växtart som beskrevs av Pierre Edmond Boissier. Chaerophyllum byzantinum ingår i släktet rotkörvlar, och familjen flockblommiga växter.

## Underarter
Arten delas in i följande underarter:
- C. b. biledjikense
- C. b. hirtum
- C. b. puberulum